# Nick Diaz
Nickolas Robert "Nick" Diaz (Stockton, California, 2 de agosto de 1983) es un artista marcial mixto estadounidense que actualmente compite en la categoría de peso medio en Ultimate Fighting Championship. Diaz ha sido campeón de peso wélter en Strikeforce, WEC e International Fighting Championships. Nick es hermano del también luchador de UFC, Nate Diaz.

## Biografía
Diaz nació y creció en Stockton, California. Nick es el hermano mayor del peleador de UFC Nate Diaz y fue a Tokay High School en Lodi, California durante un año antes de abandonar la escuela. En su primer año como estudiante, Diaz era miembro del equipo de natación. Diaz ha declarado que él estaba muy agradecido con su madre por haberlo metido en clases de natación cuando tenía ocho años de edad, ya que es una de las principales razones por las que su cardio es tan impresionante en sus peleas, haciendo también ayuda del triatlón como parte de su entrenamiento.

## Vida personal
Actualmente, Díaz enseña jiu-jitsu brasileño con su hermano Nate en Lodi, California. Ambos hermanos Díaz son defensores del cannabis. 
Díaz aparece en el largometraje documental Fight Life (2013), que narra la vida de los artistas marciales mixtos fuera de la jaula; La película está dirigida por el cineasta independiente James Z. Feng y ganó el premio al Mejor Documental en el United Film Festival.
En 2023, se supo que Díaz protagonizó la película "La oscuridad del hombre" de Jean-Claude Van Damme . Dirigida por James Cullen Bressack .

## Estilo de lucha
Díaz es cinturón negro de jiu-jitsu brasileño bajo la dirección de César Gracie , con quien ha estado entrenando desde que era un adolescente. Es un experto tanto en gi como en no-gi jiu-jitsu . Algunos de los títulos más importantes que ha ganado incluyen el Abierto del Cinturón Púrpura de EE. UU. en 2004 y un título Panamericano de la División de Peso Medio del Cinturón Marrón en 2005. También posee una victoria sobre el renombrado luchador Jorge Patiño en competencia con barra de rodilla . Es conocido por tener un estilo de BJJ modificado que se adapta muy bien a su carrera en MMA. Díaz enumera su presentación favorita como la kimura . 
Díaz también es boxeador profesional y pelea en la categoría de peso súper mediano . Hizo su debut profesional en abril de 2005 contra Alfonso Rocha en el Hotel Radisson de Sacramento, California .  Díaz salió victorioso, ganando por decisión unánime después de cuatro asaltos. No ha peleado desde entonces. Nick y Nate Diaz fueron entrenados por el ex campeón mundial de la AMB y el CMB Luisito Espinosa y entrenaron con Jason "Gumby" Schrumpf. También entrena sambo con el exluchador de UFC Val Ignatov.
Díaz muestra un estilo de boxeo inusual para MMA, confiando en golpes de volumen sin potencia total y ocasionalmente agregando golpes fuertes. CompuStrike, que tabula estadísticas de peleas de MMA, lo ha mostrado intentando 181 strikes en una ronda, lo que la convierte en la mayor cantidad total de strikes lanzados en cualquier ronda que CompuStrike haya registrado. 
Díaz es conocido por hablar mal de sus oponentes durante las peleas, compite en triatlones por recreación y usa su resistencia para presionar constantemente a su oponente, además de acelerar el ritmo de la pelea. Díaz ha dicho: "Los peleadores tienen miedo del acondicionamiento, tienen miedo de cansarse, pero yo no quiero tener ansiedad ni tener miedo de nada. Puedo salir al 100 por ciento y nunca tener que preocuparme por cansarme. Todo el mundo dice que pelear es 90 por ciento mental, y es cierto. Saber que puedes pasar 15 o 25 minutos sin ningún problema puede ayudarte a mantener esa ventaja mental sobre tu oponente..."

## Carrera de artes marciales mixtas

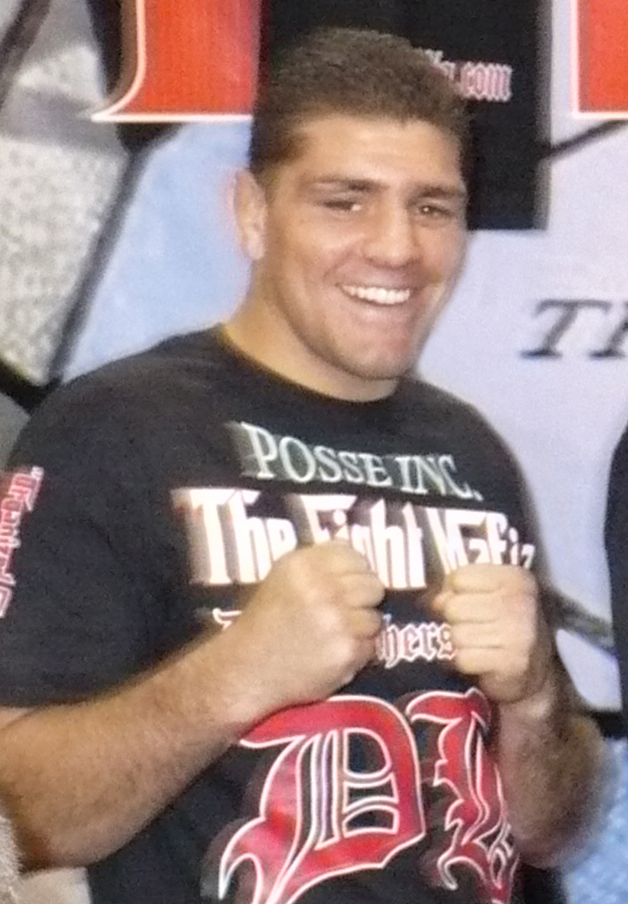
Nick Diaz en la primera UFC Fan Expo en Las Vegas, NV

### Retorno a UFC
En su regreso a UFC, Diaz se enfrentó a B.J. Penn el 29 de octubre de 2011 en UFC 137. Diaz ganó la pelea por decisión unánime. Tras el evento, ambos peleadores ganaron el premio a la Pelea de la Noche.
Diaz se enfrentó a Carlos Condit por el campeonato interino de peso wélter de UFC el 4 de febrero de 2012 en UFC 143. Diaz perdió la pelea por decisión unánime. Tras el resultado del combate, Diaz indicó que se retiraba del deporte. A su vez, Dana White dijo que Diaz volvería a pelear de nuevo. Diaz estaba vinculado brevemente para tener su revancha con Condit, pero la noticia fue rápidamente desmentida, cuando Diaz dio positivo por marihuana en una prueba de drogas posterior a la pelea.
El 16 de marzo de 2013, Diaz se enfrentó a Georges St-Pierre en UFC 158 por el campeonato de peso wélter de UFC. Diaz perdió la pelea por decisión unánime. Nuevamente tras el resultado del combate, Diaz expresó su deseo de retirarse. El 28 de julio de 2013, Diaz finalmente se retiró del deporte.
El 24 de julio de 2014, se anunció que Diaz había salido del retiro y había firmado un nuevo contrato de tres peleas con la UFC. En su regreso, Diaz se enfrentó al excampeón de peso medio Anderson Silva el 31 de enero de 2015 en UFC 183. Diaz perdió la pelea por decisión unánime. Pocos días después del combate, la UFC reveló que Diaz nuevamente había dado positivo por marihuana. El 17 de febrero, la Comisión Atlética de Nevada suspendió temporalmente a Diaz por su positivo en consumo de marihuana.
Tras un largo paréntesis desde 2015, Diaz regresó para la revancha contra Robbie Lawler el 25 de septiembre de 2021 en UFC 266. El combate se disputó en el peso medio y fue un combate especial de cinco asaltos sin título y sin evento principal. Perdió el combate por nocaut técnico en el tercer asalto.

#### 2024
Después de una ausencia de tres años, Díaz está programado para enfrentar a Vicente Luque el 3 de agosto de 2024, en UFC on ABC 7.

## Carrera profesional de grappling
Díaz estaba programado para competir contra Georges St-Pierre en un combate de lucha en el evento UFC Fight Pass Invitational el 14 de diciembre de 2023, pero el combate se pospuso debido a una lesión.

## Promoción de carrera

### WAR MMA
El 22 de junio de 2013, Díaz lanzó la promoción de MMA WAR MMA.  El primer evento tuvo lugar el 22 de junio de 2013 en Stockton, California , encabezado por el compañero de equipo de Díaz, Daniel Roberts, contra Justin Baesman .

## Controversias

### Strikeforce: Nashville brawl
El 17 de abril de 2010, tras la victoria de Jake Shields sobre Dan Henderson en Strikeforce: Nashville, Jim Miller entró en la jaula, sin la aprobación adecuada, durante la entrevista posterior a la pelea de Shields. Durante esa entrevista, Miller interrumpió y chocó con Shields y le preguntó: «¿Dónde está mi revancha, amigo?». Gilbert Meléndez respondió poniendo una mano en el hombro de Miller para decirle que retrocediera. Miller siguió esto intentando empujar a Meléndez, lo que llevó a Meléndez a empujarlo hacia atrás. Nick, su hermano Nate y el resto del equipo de lucha de Cesar Gracie se apresuraron y atacaron a Miller. Miller fue arrojado a la lona y golpeado. La pelea finalmente fue interrumpida por los árbitros, miembros del rincón de Henderson y el personal de seguridad del promotor. Miller y otros cinco participantes en la pelea recibieron suspensiones de tres meses cada uno y multas que oscilaron entre $5,000 y $7,500.
Tras los acontecimientos de Nashville Brawl, Miller expresó interés en luchar contra Nick Diaz. Díaz, de 170 libras, se negó afirmando que era el campeón de peso wélter de Strikeforce y que necesitaba continuar peleando en ese peso. Le pidió a Miller que bajara a 170 libras para pelear con él. Miller continuó intentando preparar una pelea, ofreciendo 183 libras como peso acordado. Díaz contraofreció un peso de 181 libras. Scott Coker, director ejecutivo de Strikeforce, estaba interesado en preparar la pelea, pero no lo hizo cuando Zuffa se hizo cargo de Strikeforce.

### Incidente de Braulio Estima
Díaz estaba programado para enfrentarse a Braulio Estima en una pelea de lucha en la Exposición Mundial de Jiu-Jitsu el 12 de mayo de 2012.  Sin embargo, Díaz no se presentó al evento. En las horas posteriores al evento, se vio a Díaz dándole me gusta a un video de YouTube que mostraba la reacción de Estima ante la ausencia de Díaz, calificándolo de «irrespetuoso». El día después del evento, Díaz alegó que Estima no logró alcanzar el peso dentro del plazo acordado antes de la pelea y también alegó que los promotores de la World Jiu-Jitsu Expo no cumplieron con sus afirmaciones de donar las ganancias de la lucha por la caridad.
Después de UFC 158, Estima, quien fue compañero de entrenamiento de Georges St-Pierre, intentó estrechar la mano de Díaz inmediatamente después de la pelea. Díaz realmente aceptó el apretón de manos, pero empujó a Estima cuando intentó abrazarlo. Según Estima, Kron Gracie se estaba enemistando con él junto con Díaz.

### Lodi DUI
Según el Departamento de Policía de Lodi en Lodi (California), el 6 de septiembre de 2014, Díaz fue arrestado por sospecha de DUI, además de «obstruir a un oficial de policía, destrucción de pruebas y conducir con una licencia suspendida».

### Caso de violencia doméstica
El 25 de mayo de 2018 se informó que Díaz había sido arrestado el 24 de mayo y acusado de dos cargos de agresión doméstica ; un delito grave por estrangulamiento, así como un delito menor de agresión.  El 30 de agosto de 2018, se reveló que los cargos contra Díaz fueron desestimados en julio de 2018 cuando un gran jurado optó por no acusar a Díaz después de que se encontraron inconsistencias con la historia del denunciante.

## Campeonatos y logros

### Artes marciales mixtas
- Ultimate Fighting Championship
  - Pelea de la Noche (una vez)
  - Sumisión de la Noche (una vez)

- Strikeforce
  - Campeón de peso wélter (una vez)
  - Más defensas consecutivas del título (3)
  - Más defensas en la categoría de peso wélter (3)
  - Pelea del Año (2010) vs. K.J. Noons
  - Peleador Masculino del Año (2010)

- World Extreme Cagefighting
  - Campeón de peso wélter (una vez)

- International Fighting Championships
  - Campeón estadounidense de peso wélter (una vez)
  - Campeón Américas de peso wélter (una vez)

- International Sport Karate Association
  - Campeón de peso wélter (una vez)

- Ultimate Athlete
  - Torneo de King of Mountain de peso wélter (semifinalista)

- Sherdog
  - Ronda del año (2011) vs. Paul Daley (ronda 1)
  - Equipo más Violento del Año (2011)

- Inside Fights
  - Pelea del Año (2007) vs. Takanori Gomi

## Récord en artes marciales mixtas
| Récord profesional | Récord profesional | Récord profesional |
| 38 peleas          | 26 victorias       | 9 derrotas         |
| ------------------ | ------------------ | ------------------ |
| Nocaut             | 13                 | 3                  |
| Sumisión           | 8                  | 0                  |
| Decisión           | 5                  | 7                  |
| Sin resultado      | 2                  | 2                  |

| Resultado     | Récord    | Oponente           | Método                           | Evento                                            | Fecha                    | Ronda | Tiempo | Localización              | Notas |
| ------------- | --------- | ------------------ | -------------------------------- | ------------------------------------------------- | ------------------------ | ----- | ------ | ------------------------- | --- |
| Derrota       | 26–10 (2) | Robbie Lawler      | TKO (retiro)                     | UFC 266                                           | 25 de septiembre de 2021 | 3     | 0:44   | Las Vegas, Nevada         | |
| Sin resultado | 26–9 (2)  | Anderson Silva     | Sin resultado (anulado por NSAC) | UFC 183                                           | 31 de enero de 2015      | 5     | 5:00   | Las Vegas, Nevada         | Debut en peso mediano. Originalmente una victoria por decisión unánime para Silva; anulado después de que dio positivo por drostanolona y androsterona. Díaz también dio positivo por marihuana. |
| Derrota       | 26–9 (1)  | Georges St-Pierre  | Decisión (unánime)               | UFC 158                                           | 16 de marzo de 2013      | 5     | 5:00   | Montreal, Quebec          | Por el campeonato de peso wélter de UFC. |
| Derrota       | 26–8 (1)  | Carlos Condit      | Decisión (unánime)               | UFC 143                                           | 4 de febrero de 2012     | 5     | 5:00   | Las Vegas, Nevada         | Por el campeonato interino de peso wélter de UFC. Díaz dio positivo por marihuana. |
| Victoria      | 26–7 (1)  | B.J. Penn          | Decisión (unánime)               | UFC 137                                           | 29 de octubre de 2011    | 3     | 5:00   | Las Vegas, Nevada         | Pelea de la noche. |
| Victoria      | 25–7 (1)  | Paul Daley         | TKO (golpes)                     | Strikeforce: Diaz vs. Daley                       | 9 de abril de 2011       | 1     | 4:57   | San Diego, California     | Defendió el campeonato de peso wélter de Strikeforce. Título que luego quedó vacante. |
| Victoria      | 24–7 (1)  | Evangelista Santos | Sumisión (armbar)                | Strikeforce: Diaz vs. Noons II                    | 29 de enero de 2011      | 2     | 4:50   | San José, California      | Defendió el campeonato de peso wélter de Strikeforce. |
| Victoria      | 23–7 (1)  | K. J. Noons        | Decisión (unánime)               | Strikeforce: Diaz vs. Noons II                    | 9 de octubre de 2010     | 5     | 5:00   | San José, California      | Defendió el campeonato de peso wélter de Strikeforce. |
| Victoria      | 22–7 (1)  | Hayato Sakurai     | Sumisión (armbar)                | DREAM 14                                          | 29 de mayo de 2010       | 1     | 3:54   | Saitama                   | |
| Victoria      | 21–7 (1)  | Marius Žaromskis   | TKO (golpes)                     | Strikeforce: Miami                                | 30 de enero de 2010      | 1     | 3:45   | Sunrise, Florida          | Ganó el campeonato inaugural de peso wélter de Strikeforce. |
| Victoria      | 20–7 (1)  | Scott Smith        | Sumisión (rear-naked choke)      | Strikeforce: Lawler vs. Shields                   | 6 de junio de 2009       | 3     | 1:41   | St. Louis, Míchigan       | Pelea de peso pactado en (180 lb). |
| Victoria      | 19–7 (1)  | Frank Shamrock     | TKO (golpes)                     | Strikeforce: Shamrock vs. Diaz                    | 11 de abril de 2009      | 2     | 3:57   | San José, California      | Pelea de peso pactado en (180 lb). |
| Victoria      | 18–7 (1)  | Thomas Denny       | TKO (golpes)                     | EliteXC: Unfinished Business                      | 26 de julio de 2008      | 2     | 0:30   | Stockton, California      | Pelea de peso ligero. |
| Victoria      | 17–7 (1)  | Muhsin Corbbrey    | TKO (golpes)                     | EliteXC: Return of the King                       | 14 de junio de 2008      | 3     | 3:59   | Honolulu, Hawái           | |
| Victoria      | 16–7 (1)  | Katsuya Inoue      | TKO (parada médica)              | Dream 3: Lightweight Grand Prix 2008 Second Round | 11 de mayo de 2008       | 1     | 5:00   | Saitama                   | Volvió al peso wélter. |
| Derrota       | 15–7 (1)  | K. J. Noons        | TKO (parada médica)              | EliteXC: Renegade                                 | 10 de noviembre de 2007  | 1     | 5:00   | Corpus Christi, Texas     | Por el campeonato inaugural de peso ligero EliteXC. |
| Victoria      | 15–6 (1)  | Mike Aina          | Decisión (dividida)              | EliteXC: Uprising                                 | 15 de septiembre de 2007 | 3     | 5:00   | Honolulu, Hawái           | |
| Sin resultado | 14–6 (1)  | Takanori Gomi      | Sin resultado (anulada por NSAC) | PRIDE 33                                          | 24 de febrero de 2007    | 2     | 1:46   | Las Vegas, Nevada         | Volvió al Peso ligero. Originalmente una victoria por sumisión (gogoplata) para Díaz; anulado después de que dio positivo por marihuana.                                                         |
| Victoria      | 14–6      | Gleison Tibau      | TKO (golpes)                     | UFC 65                                            | 18 de noviembre de 2006  | 2     | 2:27   | Sacramento, California    | |
| Victoria      | 13–6      | Josh Neer          | Sumisión (kimura)                | UFC 62                                            | 26 de agosto de 2006     | 3     | 1:42   | Las Vegas, Nevada         | |
| Victoria      | 12–6      | Ray Steinbeiss     | Decisión (unánime)               | ICFO 1                                            | 13 de mayo de 2006       | 3     | 5:00   | Stockton, California      | |
| Victoria      | 11–6      | Sean Sherk         | Decisión (unánime)               | UFC 59                                            | 15 de abril de 2006      | 3     | 5:00   | Anaheim, California       | |
| Derrota       | 11–5      | Joe Riggs          | Decisión (unánime)               | UFC 57                                            | 4 de febrero de 2006     | 3     | 5:00   | Las Vegas, Nevada         | |
| Derrota       | 11–4      | Diego Sanchez      | Decisión (unánime)               | The Ultimate Fighter 2 Finale                     | 5 de noviembre de 2005   | 3     | 5:00   | Las Vegas, Nevada         | |
| Victoria      | 11–3      | Koji Oishi         | KO (puñetazo)                    | UFC 53                                            | 4 de junio de 2005       | 1     | 1:24   | Atlantic City, New Jersey | |
| Victoria      | 10–3      | Drew Fickett       | TKO (golpes)                     | UFC 51                                            | 5 de febrero de 2005     | 1     | 4:40   | Las Vegas, Nevada         | |
| Derrota       | 9–3       | Karo Parisyan      | Decisión (dividida)              | UFC 49                                            | 21 de agosto de 2004     | 3     | 5:00   | Las Vegas, Nevada         | |
| Victoria      | 9–2       | Robbie Lawler      | KO (puñetazo)                    | UFC 47                                            | 2 de abril de 2004       | 2     | 1:31   | Las Vegas, Nevada         | |
| Victoria      | 8–2       | Jeremy Jackson     | Sumisión (armbar)                | UFC 44                                            | 26 de septiembre de 2003 | 3     | 2:04   | Las Vegas, Nevada         | |
| Victoria      | 7–2       | Jeremy Jackson     | TKO (golpes)                     | IFC Warriors Challenge 18                         | 19 de julio de 2003      | 1     | 4:33   | Lakeport,                 | |
| Victoria      | 6–2       | Joe Hurley         | Sumisión (kimura)                | WEC 6                                             | 27 de marzo de 2003      | 1     | 1:55   | Lemoore, Hawái            | Ganó el campeonato inaugural de peso wélter de la WEC. Título que luego quedó vacante. |
| Derrota       | 5–2       | Kuniyoshi Hironaka | Decisión (dividida)              | Shooto: Year End Show 2002                        | 14 de diciembre de 2002  | 3     | 5:00   | Chiba,                    | |
| Victoria      | 5–1       | Harris Sarmiento   | TKO (parada en la esquina)       | Warriors Quest 8                                  | 24 de octubre de 2002    | 2     | 1:47   | Honolulu, Hawái           | |
| Derrota       | 4–1       | Jeremy Jackson     | TKO (golpes)                     | UA 4: King of the Mountain                        | 28 de septiembre de 2002 | 1     | 0:49   | Auberry, California       | King of the mountain final peso wélter. |
| Victoria      | 4–0       | Adam Lynn          | Sumisión (armbar)                | UA 4: King of the Mountain                        | 28 de septiembre de 2002 | 1     | 2:51   | Auberry, California       | King of the mountain semifinal peso wélter. |
| Victoria      | 3–0       | Blaine Tyler       | TKO (golpes)                     | UA 4: King of the Mountain                        | 28 de septiembre de 2002 | 2     | 2:01   | Auberry, California       | King of the mountain cuartos de final peso wélter. |
| Victoria      | 2–0       | Chris Lytle        | Decisión (unánime)               | IFC Warriors Challenge 17                         | 12 de julio de 2002      | 3     | 5:00   | Porterville, California   | Debut en peso wélter. Ganó el Campeonato de peso wélter de Estados Unidos de la IFC. |
| Victoria      | 1–0       | Mike Wick          | Sumisión (triangle choke)        | IFC Warriors Challenge 15                         | 31 de agosto de 2001     | 1     | 3:43   | Oroville, California      | Debut en peso ligero. |

## Récord en boxeo
| Resultado | Récord | Oponente      | Método           | Asalto | Tiempo | Fecha     | Localización   | Notas |
| --------- | ------ | ------------- | ---------------- | ------ | ------ | --------- | -------------- | ----- |
| Victoria  | 1–0    | Alfonso Rocha | Decisión unánime | 4 (4)  | 3:00   | 29-4-2005 | Estados Unidos |       |

## Peleas en Pay-per-view
| N.º            | Evento         | Pelea              | Fecha                 | Sede                       | Ciudad                           | Compras de PPV |
| -------------- | -------------- | ------------------ | --------------------- | -------------------------- | -------------------------------- | -------------- |
| 1.             | UFC 137        | Penn vs. Diaz      | 29 de octubre de 2011 | Mandalay Bay Events Center | Las Vegas, Nevada Estados Unidos | 280,000        |
| 2.             | UFC 143        | Diaz vs. Condit    | 4 de febrero de 2012  | Mandalay Bay Events Center | Las Vegas, Nevada Estados Unidos | 400,000        |
| 3.             | UFC 158        | St-Pierre vs. Diaz | 16 de marzo de 2013   | Bell Centre                | Montreal, Quebec, Canadá         | 950,000        |
| 4.             | UFC 183        | Silva vs. Diaz     | 31 de enero de 2015   | MGM Grand Garden Arena     | Las Vegas, Nevada Estados Unidos | 650,000        |
| Ventas totales | Ventas totales | Ventas totales     | Ventas totales        | Ventas totales             | Ventas totales                   | 2,280,000      |